# Conferencia de Algeciras
La Conferencia Internacional de Algeciras tuvo lugar en la ciudad española de Algeciras entre el 16 de enero y el 7 de abril de 1906.

## Objetivo de la Conferencia

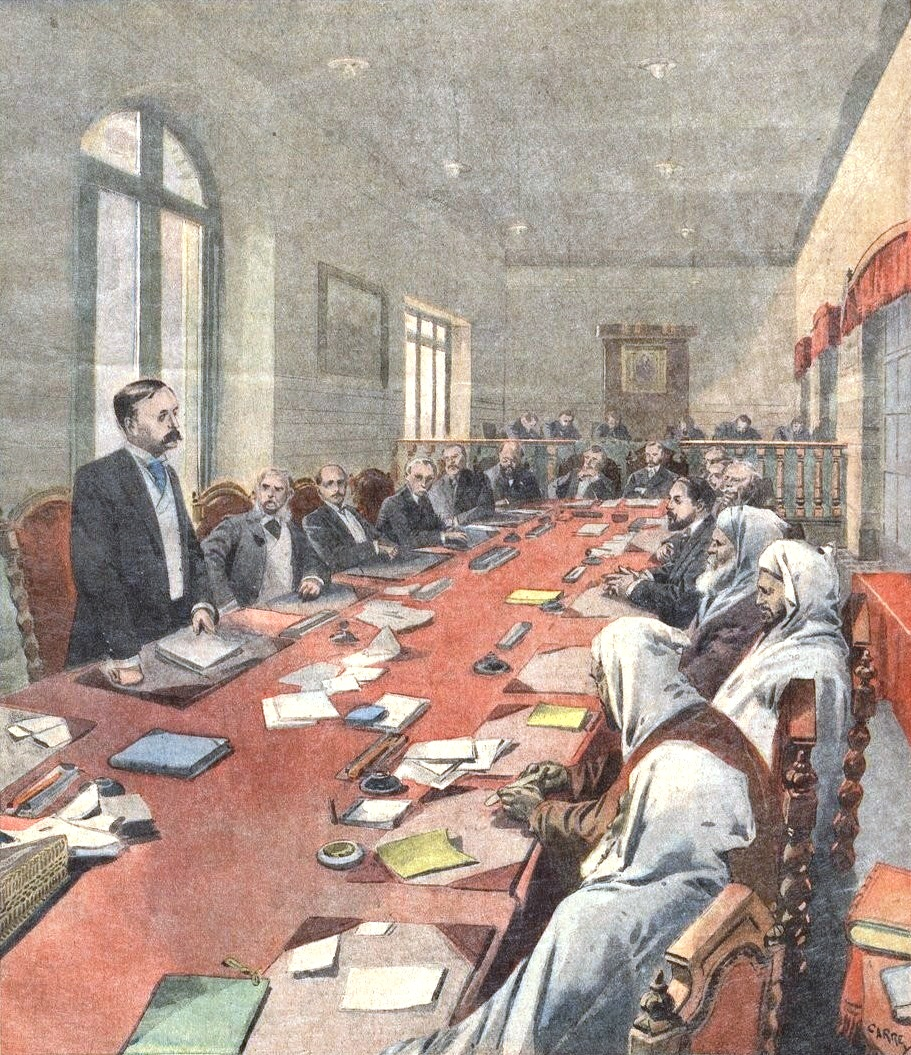
Apertura de la Conferencia de Algeciras, que puso fin a la crisis. Reunida por insistencia de Alemania, acabó confirmando la preeminencia de Francia en Marruecos.

El objetivo de la conferencia fue solucionar la llamada Primera Crisis Marroquí, que enfrentaba a Francia con Alemania.
Dicha crisis había surgido en 1904 con motivo del acuerdo que habían suscrito Francia y España, con el visto bueno del Reino Unido de Gran Bretaña e Irlanda, para delimitar las zonas de África sobre las que dichas potencias coloniales ejercerían su dominio.
Los alemanes mostraron su disconformidad con dicho acuerdo al estar también interesados en un protectorado propio en Marruecos, alegando como justificación la crecida deuda que tenía el sultán de Marruecos con bancos alemanes, así como el interés de importantes comerciantes germanos en desarrollar sus actividades en suelo marroquí, e iniciaron una ofensiva diplomática que culminaría el 31 de marzo de 1905 con la visita a Tánger del káiser Guillermo II, donde este anunció su defensa de la independencia marroquí y exigió la convocatoria de una reunión de las potencias afectadas por la situación inestable del sultanato, lo cual implicaba una velada crítica a los intereses coloniales de Francia en esa región.
Durante los trabajos preparatorios de la conferencia se barajaron como sedes de la misma las ciudades de Tánger y Madrid, aunque finalmente se designó como sede la localidad española de Algeciras, por ser un lugar equidistante entre Madrid y Rabat. Algeciras estaba ya comunicada con ferrocarril con prácticamente cualquier punto de Europa y, además, contaba con "el mejor y más caro" hotel de España —según el diario ABC—, el Reina Cristina.

## Naciones participantes

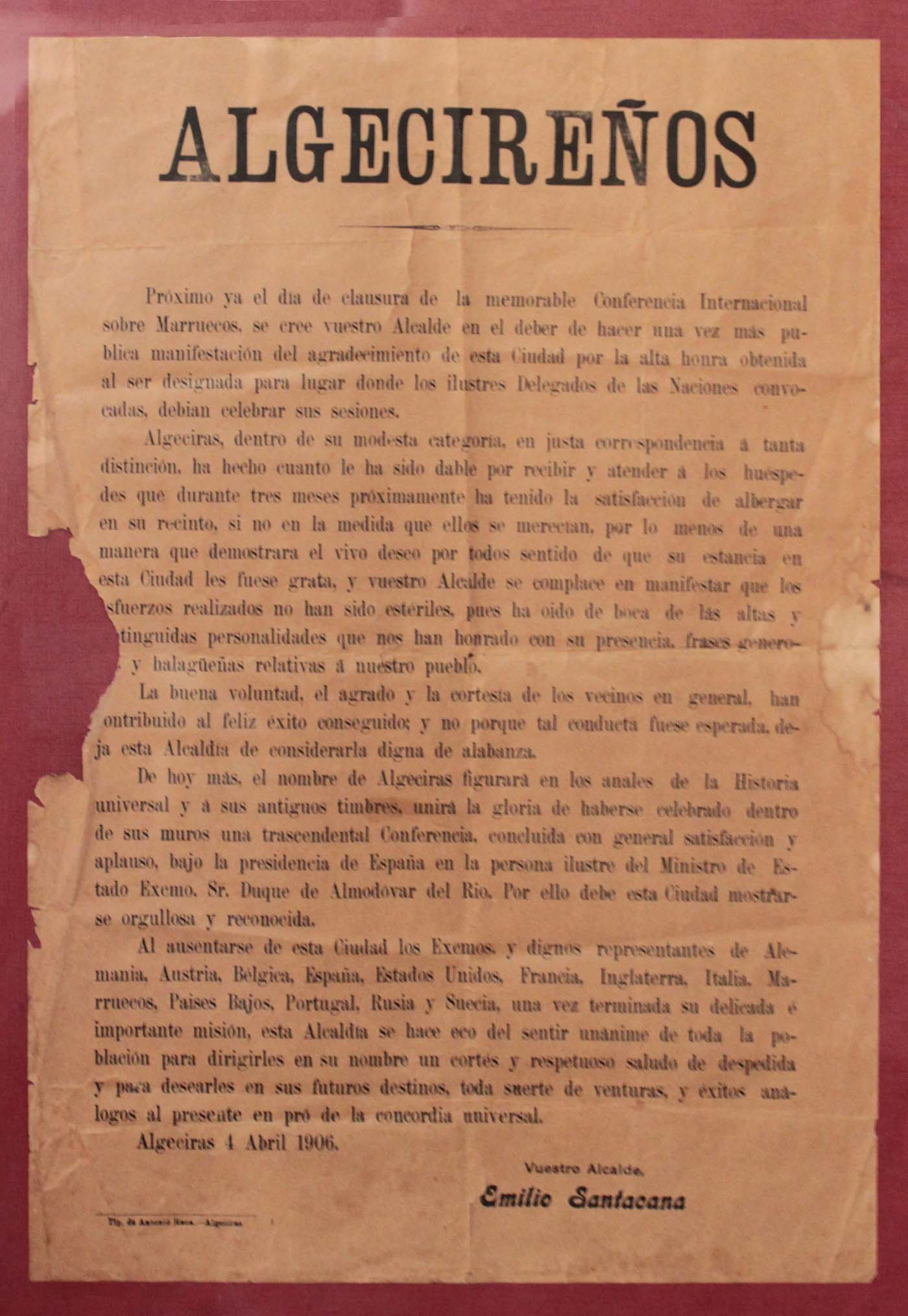
Bando municipal firmado por el alcalde de Algeciras, Emilio Santacana y Mensayas, anunciando la clausura de la Conferencia.

A las sesiones, celebradas en el Salón de Plenos del Ayuntamiento de Algeciras, asistieron los embajadores de las trece naciones participantes con el siguiente detalle:
- Alemania, representada por el conde de Tattenbach y por el embajador von Radowitz.
- Francia, representada por los embajadores Paul Révoil y Eugéne Regnault.
- España, representada por el duque de Almodóvar del Río y por Pérez Caballero.
- Marruecos, representado por Sidi Mohamed ben Larbi Torres y por Sidi Mohamed el Mokri.
- Reino Unido, representado por el embajador plenipotenciario Sir Artur Nicolson.
- Imperio Austrohúngaro, representado por los condes Rudolph von Welzersheimb y Leopold Bolesta-Koziebrodzki.
- Estados Unidos, representados por los embajadores Henry White y Samuel Gumneré.
- Bélgica, representada por el barón Maurice Joostens y por el conde Conrad de Buisseret.
- Italia, representada por el marqués Emilio Visconti-Venosta y el embajador Giulio Malmusi.
- Países Bajos, representados por el embajador Jonkheer Hannibal Testa.
- Rusia, representada por el conde Artur Cassini y por el embajador Vassily Bacheracht.
- Portugal, representado por los Condes de Tovar y de Marteus-Ferrao.
- Suecia, representada por el embajador Robert Sager.

## Acta de Algeciras
El Acta de Algeciras fue firmada el 7 de abril de 1906 por los representantes de España, Alemania, Francia y el Reino Unido. Según esta acta, España adquiere obligaciones, junto a Francia, para ejercer un protectorado en la zona de Marruecos.
A Francia le corresponde el protectorado sur y a España el norte, sector que queda designado como Marruecos español.

## Agenda de la Conferencia

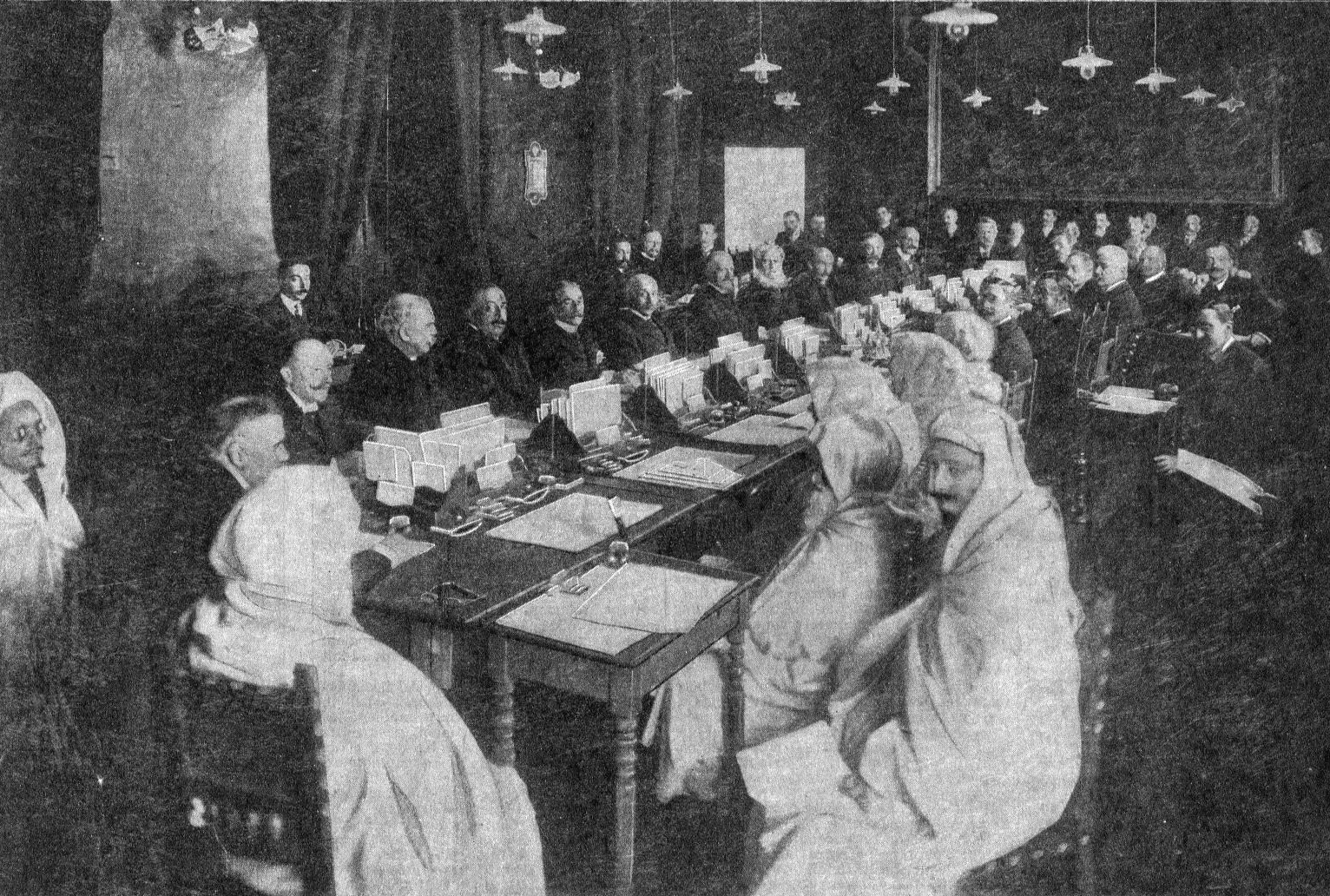
La Conferencia de Algeciras.

Además del tema principal que originó la celebración de la conferencia, se trataron otros temas como el asegurar el pago de un importante préstamo que Alemania había concedido al Sultán de Marruecos, Abd al-Aziz, en 1904, la integridad del Estado marroquí y diversos asuntos económicos y fiscales sobre dicho territorio como fueron la libertad de comercio, la recaudación de impuestos, la lucha contra el contrabando y el control aduanero.
Se celebraron un total de dieciocho sesiones, a saber los días 16, 22 y 24 de enero, 1, 7, 10, 13, 14 y 17 de febrero, 3, 8, 10, 26, 27, 29 y 31 de marzo y los días 2 y 7 de abril. La conferencia se clausuró este último 7 de abril de 1906 con la firma del Acta de Algeciras por los participantes europeos y el día 18 de junio fue firmada por el Sultán de Marruecos.

## Consecuencias
Tras los acuerdos firmados, España adquiere junto a Francia obligaciones para ejercer un protectorado en Marruecos. Esta repartición tendrá lugar tras la firma del Tratado de Fez en 1912, formándose el Protectorado español de Marruecos en el norte y el Protectorado francés de Marruecos en el sur, lo cual fortaleció la posición francesa y dejó al Imperio alemán sin ninguna ganancia colonial tangible al final de la conferencia.
Precisamente, la ambición alemana causó que el gobierno de Gran Bretaña apoyara las pretensiones francesas de repartir Marruecos en dos protectorados (uno francés y otro español). Para entonces, Gran Bretaña desconfiaba de que Alemania ganase alguna concesión colonial en Marruecos, pensando en la seguridad de Gibraltar y la posibilidad de que la Marina Imperial alemana obtuviera una base naval en el Mediterráneo, eclipsando la situación privilegiada de la Marina Real británica en ese lugar.
Tal acercamiento franco-británico resultó una novedad en la diplomacia europea, que años después generaría la Entente Cordiale de ambos países en oposición a Alemania. Rusia apoyó también los pedidos de su aliado francés, mientras que Austria-Hungría, aunque favorable a Alemania, no tenía interés tangible alguno que invocar en Marruecos para justificar su posición. Sin embargo, los acuerdos no terminarían con el conflicto ya que el mismo se reprodujo en 1911 cuando estalló la Segunda Crisis Marroquí.